# Спартак (Тбілісі)
Футбольний клуб «Спартак» Тбілісі (груз. საფეხბურთო კლუბი „სპარტაკი“ თბილისი) — грузинський футбольний клуб з Тбілісі, заснований у 1946 році. Виступає в Лізі Меоре. Домашні матчі приймає на стадіоні «Шевардені», місткістю 4 000 глядачів.

### Історія назв
- 1946—1947 — «Крила Рад»;
- 1948—1980-і — «Спартак»;
- 1980-і—2002 — розформований;
- 2002—2003 — «Спартак»;
- 2003—2004 — «Спартак-Лазіка» (Зугдіді);
- з 2004 — «Спартак».